# Smučarski skoki na Zimskih olimpijskih igrah 1988
Smučarski skoki na Zimskih olimpijskih igrah 1988. Trojni olimpijski prvak je postal Matti Nykänen, saj je zmagal tako na manjši, kot večji skakalnici posamično, ter tudi s finsko reprezentanco na prvi ekipni olimpijski tekmi.

## Rezultati

### Manjša skakalnica K90
| Poz | Skakalec         | Točke | Dolžina (m)  |
| --- | ---------------- | ----- | ------------ |
| 1   | Matti Nykänen    | 229,1 | 89,5 in 89,5 |
| 2   | Pavel Ploc       | 212,1 | 84,5 in 87,0 |
| 3   | Jiří Malec       | 211,8 | 88,0 in 85,5 |
| 4   | Miran Tepeš      | 211,2 | 84,0 in 83,5 |
| 5   | Jiří Parma       | 203,8 | 83,5 in 82,5 |
| 6   | Heinz Kuttin     | 199,7 | 87,0 in 80,5 |
| 7   | Jari Puikkonen   | 199,1 | 84,0 in 80,0 |
| 8   | Staffan Tällberg | 198,1 | 83,0 in 81,0 |

### Večja skakalnica K120

#### Posamično
| Poz | Skakalec         | Točke | Dolžina (m)    |
| --- | ---------------- | ----- | -------------- |
| 1   | Matti Nykänen    | 224,0 | 118,5 in 107,0 |
| 2   | Erik Johnsen     | 207,9 | 114,5 in 102,0 |
| 3   | Matjaž Debelak   | 207,7 | 113,0 in 108,0 |
| 4   | Thomas Klauser   | 205,1 | 114,5 in 102,5 |
| 5   | Pavel Ploc       | 204,1 | 114,5 in 102,0 |
| 6   | Andreas Felder   | 203,9 | 113,5 in 103,0 |
| 7   | Horst Bulau      | 197,6 | 112,5 in 99,5  |
| 8   | Staffan Tällberg | 196,6 | 110,0 in 102,0 |

#### Ekipno
| Poz | Reprezentanca                                                                           | Točke |
| --- | --------------------------------------------------------------------------------------- | ----- |
| 1   | Finska (Ari-Pekka Nikkola, Matti Nykänen, Tuomo Ylipulli, Jari Puikkonen)               | 634,4 |
| 2   | Jugoslavija (Primož Ulaga, Matjaž Zupan, Matjaž Debelak, Miran Tepeš)                   | 625,5 |
| 3   | Norveška (Ole Christian Eidhammer, Jon Inge Kjørum, Ole Gunnar Fidjestøl, Erik Johnsen) | 596,1 |
| 4   | Češkoslovaška (Ladislav Dluhoš, Jiří Malec, Pavel Ploc, Jiří Parma)                     | 586,8 |
| 5   | Avstrija (Ernst Vettori, Heinz Kuttin, Günther Stranner, Andreas Felder)                | 577,6 |
| 6   | Zahodna Nemčija (Andreas Bauer, Peter Rohwein, Thomas Klauser, Josef Heumann)           | 559,0 |
| 7   | Švedska (Per-Inge Tällberg, Anders Daun, Jan Boklöv, Staffan Tällberg)                  | 539,7 |
| 8   | Švica (Gérard Balanche, Christoph Lehmann, Fabrice Piazzini, Christian Hauswirth)       | 516,1 |